# Прокошкин, Дмитрий Антонович
Дми́трий Анто́нович Проко́шкин (1903—1988) — советский учёный-металловед, профессор (1939), доктор технических наук (1946), заслуженный деятель науки и техники РСФСР (1956), ректор МВТУ им. Н. Э. Баумана (1954—1959). Отец Ю. Д. Прокошкина (1929—1997) — советского и российского физика, специалиста в области физики элементарных частиц, академика АН СССР и РАН.

## Биография
Д. А. Прокошкин родился 14 октября 1903 года в селе Наскафтым (ныне — в Шемышейском районе Пензенской области) в семье плотника. В 1921 из-за сложной социально-экономической ситуации в центральной России семья Д. А. Прокошкин переехала в Туркестан, где Д. А. Прокошкин поступил в Туркестанский государственный университет в Ташкенте, затем продолжил обучение в Московской горной академии (МГА). По окончании МГА в 1930 году оставлен в аспирантуре Московского института стали, который был создан в том же году на базе факультетата металлургии черных металлов МГА.
В 1931—1932 годах Д. А. Прокошкин был командирован в Ленинград для получения специальной подготовки на артиллерийской факультете Военно-технической академии РККА. В 1932—1947 годах работает в Московском институте стали, где в 1936 году защищает кандидатскую диссертацию по техническим наукам, в 1940—1947 годах — заведующий кафедрой. В 1947—1954 годах — начальник Главного управления политехнических вузов и член коллегии Министерства высшего образования СССР. С 1954 года Д. А. Прокошкин работает в МВТУ. С 1954 по 1959 годы он являлся ректором МВТУ, в 1954 году организовал кафедру «Оборудование и автоматизация термической обработки», которую возглавлял вплоть до 1988 года. Одновременно Д. А. Прокошкин являлся заведующим лабораторией Института металлургии им. А. А. Байкова АН СССР.
Д. А. Прокошкин умер 5 декабря 1988 года в Москве; похоронен на Кунцевском кладбище.

## Научная деятельность
Основные научные труды посвящены проблемам термической и химико-термической обработки металлов и сплавов и получения новых сталей. Д. А. Прокошкин является одним из основоположников новых научных направлений — термомеханической и ионно-плазменной обработки металлов. Проведённые Д. А. Прокошкиным исследования природно-легированных руд послужили весомым аргументом для строительства в 1939 году в Оренбургской области Орско-Халиловского металлургического комбината.
В годы Великой Отечественной войны занимался созданием специальных сталей и технологии термической обработки осколочно-фугасных снарядов для дальнобойных пушек и бетонобойных снарядов. В результате морские 12- и 14-дюймовые бронебойные и палубобойные снаряды успешно пробивали крупповские броневые плиты и взрывались внутри корабля. Разработал метод упрочнения инструментов в расплавах цианистых солей в твердой и газовой средах, что позволило повысить стойкость инструмента (сверл, разверток, фасонных резцов и др.). Постановлением ГКО от 16 октября 1943 года этот метод был внедрен на 104-х заводах страны.
В послевоенные годы Д. А. Прокошкин разработал способ нанесения защитных покрытий с использованием тлеющего разряда (совместно с Б. Н. Арзамасовым, 1961 год), а также метод высокотемпературной термомеханической обработки (1964 год), использованный для изготовления рессор грузовых автомобилей ЗИЛ. Создал безникелевые хромомарганцевоалюминиевые аустенитные стали. Установил закономерности структурообразования в процессе взаимной диффузии и химико-термической обработки металлов. Разработал оригинальный термодиффузионный метод анализа сплавов и построения диаграмм состояния, установил гомологический закон диффузии. Провел фундаментальные исследования по созданию сплавов из тугоплавких металлов.
Работая в Министерстве высшего образования СССР и на посту ректора МВТУ, уделял большое внимание развитию высшего технического образования в стране. Участвовал в восстановлении разрушенных войной вузов и в создании новых учебных заведений в Челябинске, Красноярске, Рязани и других городах. В МВТУ организовал вечерний (1956 год) и 3 отраслевых факультета при промышленных предприятиях, начал строительство корпуса факультета энергомашиностроения и комплекса общежитий в Измайлове.

### Избранные труды
- Диффузия элементов в твердое железо: Химические и термические методы обработки стали. — М.; Л., 1938.
- Сплавы ниобия. — М., 1964 (в соавт.)
- Павел Петрович Аносов: (1799—1851). — М., 1971.
- Химико-термическая обработка металлов — карбонитрация: [Монография]. — М., 1984.